# George Vandeman
George Edward Vandeman (21 de Outubro de 1916 – 3 de novembro de 2000) foi um evangelista e pastor Adventista do Sétimo Dia, fundador do programa Está Escrito.

## Biografia
Vandeman nasceu em 21 de outubro de 1916. Aos 21 anos, ele estudou no Emmanuel Missionary College (a atual Universidade Andrews) em Berrien Springs, no estado de Michigan. Ele encontrou, como trabalho, a apresentação de um programa de rádio de 15 minutos em Elkhart, Indiana. Ali, ele encontrou Nellie Johnson, com quem se casou em 2 de outubro de 1938, em South Bend, Indiana. Após completar o segundo ano no colégio, Vandeman passou a trabalhar como evangelista em tempo integral. Durante uma série de reuniões em Muncie, Indiana, sua esposa deu à luz seu primeiro filho, George Jr. Logo após um tempo, vieram seus 2 filhos seguintes, Richard e Robert. A quarta criança dos Vandeman, Connie, nasceu em 1956.
George recebeu o mestrado em discurso e comunicação pela Universidade de Michigan. Sua tese de 1946 foi intitulada, "A teoria da pregação de Spurgeon". Foi ordenado então como um ministro, e trabalhou como um instrutor de campo em evangelismo no Emmanuel Missionary College  por 4 anos. Ele então se juntou a Associação Ministerial da Conferência Geral (um dos quarteis generais da igreja no mundo) em 1947, angariando a posição de secretário associado, aos 33 anos, sendo então a pessoa mais jovem a trabalhar na liderança da Igreja Adventista.
Nos anos seguintes a Segunda Guerra Mundial, Vandeman e outros carismáticos oradores Adventistas, como Fordyce Detamore encabeçaram uma campanha de evangelismo público nas grandes cidades. Ele conduziu campanhas em Pittsburgh em 1948, Washington D.C em 1951 e Londres em 1952, bem como em outros lugares.

### Está Escrito
Depois de retornar de um projeto missionário na Inglaterra, Vandeman foi convidado pelo presidente da Associação Geral, Reuben Richard Figuhr, para continuar com a ideia de um programa de televisão cristão. Seis anos antes, o então presidente James Lamar McElhany havia convencido Vandeman a tentar usar a televisão ou outros meios de comunicação como rádio para alcançar outros com o Evangelho. Assim sendo, ele criou um programa evangelístico experimental de seis meses, mas na época, ele não conseguiu o apoio financeiro de que precisava e acabou tendo que suspender temporariamente o programa.
Em meados da década de 1950, Vandeman começou a trabalhar em uma série de programas de televisão chamados "Está Escrito" ("It is Written"), que planejou transmitir durante várias semanas em uma área como um aquecimento para um programa evangelístico em série. Na primavera de 1956, o Está Escrito lançou sua primeira transmissão em preto e branco - uma transmissão completa de um estudo bíblico em Washington, D.C. O programa mais tarde se tornou um dos primeiros programas de televisão religiosa a ser transmitido em cores. O título do programa foi baseado no versículo bíblico Mateus 4: 4: "Está escrito: nem só de pão viverá o homem, mas de toda palavra que sai da boca de Deus".
Vandeman publicou a primeira campanha do Está Escrito, em Fresno, Califórnia, em 1958, e depois em Washington, D.C., Detroit, Filadélfia e outras cidades. A transmissão foi lançada para toda a Califórnia em 1962, e esse programa foi seguido por uma série de um mês na Los Angeles Memorial Sports Arena. Em meados da década de 1960, era transmitido internacionalmente semanalmente.
Em 1971, os estúdios de produção do programa mudaram-se para o Centro de Mídia Adventista em Thousand Oaks, Califórnia. Em 1975, Vandeman começou a conduzir Seminários do Apocalipse. Os seminários consistiam em um estudo bíblico de um dia e oito horas seguido de um almoço. Durante um período de 10 anos, milhares de espectadores do programa Está Escrito viajaram centenas de milhares de quilômetros para participar de um dos seus 300 seminários.
Em 1979, o sucesso do ministério foi observado pela Excellence In Media, uma organização sem fins lucrativos dedicada a promover excelentes programas orientados para a família, homenageando a mídia com um prêmio conhecido como Angel Awards. Vandeman e a equipe do Está Escrito receberam seu primeiro prêmio Angel naquele mesmo ano, sendo que acabariam mais tarde recebendo um total de 10 Angel Awards da Religion in Media. Vandeman mais tarde foi presenteado com um prêmio  International Distinguished Achievement Gold Angel - o prêmio da Excellence In Media de maior honra. Em 1980, ele recebeu o Prêmio de Fé e Liberdade da Heritage Religious of America pela Television Religious Personality of the Year. Ele era um membro da Religious Heritage of America, da Strategy for the Elevation of People Foundation, e do Comitê do Ano da Bíblia. Vandeman foi convidado para participar de reuniões presidenciais durante os governos Reagan e Bush.
Na década de 1980, o Está Escrito tinha mais de 600.000 espectadores regulares. Esse número ultrapassou 1,5 milhão nos anos 90. Em 1990, a equipe de produção do programa e Vandeman viajaram para a União Soviética para gravar "Empires in Collision", uma série de oito partes. O Está Escrito foi uma das primeiras transmissões religiosas a serem transmitidas pela televisão soviética. Em 2000, foi transmitido em 8 idiomas para mais de 150 países. Foi uma "força pioneira" no evangelismo adventista.
Uma de suas séries mais populares foi "What I Like About ...", conhecida no Brasil como "O que eu gosto nos...", que investigou crenças compartilhadas entre adventistas e batistas, metodistas, católicos, carismáticos, judeus entre outros.
Vandeman também fundou o New Gallery Centre em Londres. Ele serviu como o principal orador do Está Escrito até sua aposentadoria em 1991, quando foi sucedido pelo pastor Mark Finley. No Brasil, era dublado por Isaac Bardavid.

### Morte
Vandeman faleceu em 3 de novembro de 2000, aos 84 anos, em sua casa em Newbury Park, Califórnia, de insuficiência cardíaca durante o sono. Ele deixou sua esposa, Nellie e seus filhos George Jr., Bob, Ron e Connie Vandeman Jeffery.

## Publicações
- Touch and Live (1958)
- Planet in Rebellion (1960, edição revisada 1965)
- A Day to Remember (1965)
- Destination Life (1966)
- Look! No Doomsday! (1970)
- Papa, are you going to die? from stress? from smoking? or in your favorite chair? (1970)
- Hammers in the Fire, and What Wore the Hammers Out (1971)
- I Met a Miracle (1965, revised edition 1971)
- Psychic Roulette   (circa 1973)
- Is Anybody Driving? (1975)
- Sail Your Own Seas (1975)
- The Day the Cat Jumped (1978)
- How to Burn Your Candle (1978)
- How to Live With a Tiger (1978)
- The Impersonation Game (1978)
- Tying Down the Sun (1978)
- Showdown in the Middle East (1980)
- The Book That Would Not Go Away (1983)
- The Cry of a Lonely Planet (1983)
- Amazing Prophecies (1986)
- Life After Death (1986)
- The Rise and Fall of Antichrist in the Prophecies of Revelation (1986)
- Truth or Propaganda (1986)
- What I Like About-- (1986)
- Your Family and Your Health (1986)
- Showdown at Armageddon (1987)
- When God Made Rest (1987)
- Empires in Collision (1988)
- Decade of Destiny (1989)
- Lost at birth: Saved by miracle (1990)
- Comrades in Christ (1991)
- The Overcomers (1992)
- Você é Insubstiuível (1992)
- Ligações Misteriosas (1993)
- Renunciando com Classe (1993)
- My Dream: Memoirs of a One-of-a-kind Disciple (1995)
- Happiness Wall to Wall: Your Right to Enjoy (web page)
- Faith Lift